# Guidan Sori
Guidan Sori è un comune rurale del Niger facente parte del dipartimento di Guidan Roumdji nella regione di Maradi.